# Оттегляне на съветските войски от Афганистан
Оттеглянето на съветските войски от Афганистан започва на 15 май 1988 г. и успешно приключва на 15 февруари 1989 г. под ръководството на генерал-полковник Борис Громов, който е последният съветски офицер, преминал от Афганистан обратно на съветска територия през афганистанско-узбекския мост на дружбата.

## Хронология
Според докладите, през първите три месеца, Афганистан напускат 50 183 войници. Повече от 50 100 души се завръщат в СССР в периода от 15 август 1988 г. до 15 февруари 1989 г.
В началото на ноември 1988 г. оттеглянето на съветските войски от Афганистан е спряно, поради рязко засилване на нападенията от муджахидините, по-специално, масивните ракетни нападения в Кабул. След това, през втората половина на ноември и декември 1988 г., положението в Афганистан се стабилизира до известна степен, но ръководството на Съветския съюз се въздържа от каквито и да било изявления за това дали оттеглянето на съветските войски ще се извърши до край, или военните действия в Афганистан ще продължат. През януари 1989 г., съветския външен министър Едуард Шеварднадзе посещава Афганистан. Окончателното решение за пълно изтегляне на съветските войски е взето на заседание на Политбюро на ЦК на КПСС на 25 януари 1989 г. и публикувано на следващия ден с текст „Съветския съюз ще спази Женевските конвенции“. След това, на посещение в Кабул е съветският министър на отбраната Дмитрий Язов. Краят на операцията да се изтеглят войските е предвиден за края на януари – началото на февруари 1989 г.
Оттеглянето на войските постоянно е изложено на нападения от афганистанските муджахидини. Според вестник „Вашингтон пост“, 523 съветски войници са убити по време на този период.
На 15 февруари 1989 г., генерал-полковник Борис Громов, според официалната версия, е последният съветски военен, прекосил моста на дружбата на границата между двете страни. В действителност, в Афганистан остават както пленени съветски войници от муджахидините, така и граничната охрана, която пази изтеглянето на войските в следобедните часове на 15 февруари. Граничните войски на КГБ изпълняват заповеди за охрана на границата на отделни места в Афганистан до април 1989 г.